# Scoglio Sant'Anna
Lo scoglio Sant'Anna è uno scoglio in prossimità dell'isola di Procida, in Campania.